# 6757 Addibischoff
6757 Addibischoff este un asteroid din centura principală, descoperit pe 20 septembrie 1979, de Schelte Bus.